# Шервиль, Гаспар де
Гаспа́р де Шерви́ль (фр. Gaspard de Cherville; полное имя Гаспар Жорж де Пеку, маркиз де Шервиль, Gaspard Georges de Pescow, marquis de Cherville; 11 декабря 1819, Шартр — 10 мая 1898, Нуази-лё-Руа) — французский писатель, автор рассказов и романов про охоту и рыбную ловлю.
Известен главным образом своим сотрудничеством с Александром Дюма-отцом (в том числе при работе над романом «Предводитель волков»). Познакомился с Дюма в 1852 году в Брюсселе и в 1856—1860 годах регулярно с ним сотрудничал; затем был редактором ряда охотничьих журналов; в 1853 году стал директором парижского театра Водевиль, но вскоре потерпел неудачу на этом поприще.